# جائزة أستراليا الكبرى 1982
جائزة أستراليا الكبرى 1982 هو سباق سيارات أقيم بتاريخ 7 نوفمبر 1982 في ملبورن، فيكتوريا. حلّ الفرنسي ألن بروست أولا بينما جاء الفرنسي جاك لافيت في المركز الثاني وحصل على المركز الثالث البرازيلي روبرتو مورينو.